# Chaméane
Chaméane är en kommun i departementet Puy-de-Dôme i regionen Auvergne-Rhône-Alpes i centrala Frankrike. Kommunen ligger i kantonen Sauxillanges som tillhör arrondissementet Issoire. År 2018 hade Chaméane 162 invånare.

## Befolkningsutveckling
Antalet invånare i kommunen Chaméane
| Referens: INSEE |